# Kup europskih prvaka u rukometu 1974./75.
Ovo je 15. izdanje Kupa europskih prvaka u rukometu. Sudjelovalo je 25 momčadi. Nakon dva kruga izbacivanja igrale su se četvrtzavršnica, poluzavršnica i završnica. Hrvatskih klubova nije bilo ove sezone. Završnica se igrala u Dortmundu ().

## Turnir

### Poluzavršnica
- Vorwärts Frankfurt/Oder -  VfL Gummersbach 22:18, 16:18
- Borac Banja Luka -  Steaua Bukurešt 19:17, 11:13

### Završnica
- Vorwärts Frankfurt/Oder -  Borac Banja Luka 19:17

- europski prvak:  Vorwärts Frankfurt/Oder (prvi naslov)